# Apostolache
Apostolache är en ort i länet Prahova i Rumänien. Folkmängden uppgår till cirka 1 000 invånare. Orten fick sitt namn 1595 och hette dessförinnan Măstănești.